# Куклярский, Фёдор Фёдорович
Фёдор Фёдорович Кукля́рский  (1870—1923?) — российский философ-ницшеанец. Отразил в своем творчестве обнажение противоречий и трагизм декадентского индивидуализма. Проделал путь от индивидуалиста-пессимиста к трансценденталисту, усматривающему преодоление человеческой самости в универсальном сверхсознании (подобное сочетание индивидуализма и солипсизма с трансцендентализмом встречается в философских набросках Скрябина).

## Биография
- Проживая в Сумском Посаде Архангельской губернии (работал на таможне), издает подряд 3 книги, вторая — «Последнее слово. К философии современного религиозного бунтарства» (1911) — арестовывается, а её автор привлекается к суду за кощунство в печати.
- Примерно в 1912 г. переезжает в Петербург и проживает там, по крайней мере, до 1917 г., работает мелким чиновником в Управление земледелия и землеустройства.
- В апреле 1921 г правительством Дальневосточной республики (ДВР) было учрежден Государственный институт народного образования (ГИНО). В его рамках действовала кафедра философии, которую возглавлял Ф. Ф. Куклярский. Он же являлся председателем созданного им же первого в Забайкалье Философского общества. Общество насчитывало около 80 членов.

## Мировоззрения Куклярского
Рекомендуясь Розанову в первом письме к нему, пишет: «Могу без обиняков сказать, что я — ярый противник христианства и, пожалуй, Христа, но не знаю, насколько моя платформа близка к Вашей».
Основное кредо опальной книги, написанной в виде афоризмов в подражание Ницше, выражено в последнем афоризме: «Каково же последнее слово человеку? Что ж! Если ты так хочешь его услышать, то оно, — это маленькое словечко, давно уж ищет открытых ушей: „сгинь!“».
От отрицания ценности мира (А. Шопенгауэр, Э. Гартман) к отрицанию ценности человека (М. Штирнер, Ф. Ницше, А. Я. Леонтьев) — такова, по мнению Куклярского, главная тенденция развития современной философии.
Интерес к Леонтьеву связан с представлением о нём как о мыслителе, «сатанизировавшем» христианство, однако в отличие от большинства критиков Куклярский видит в этом его заслугу. Леонтьев, по его оценке, задавшись целью достичь чистоты веры, верует в существо, враждебное Богу (Гл. «Ф. Ницше и К. Леонтьев как предатели человека» из кн. «Осужденный мир (Философия человекоборческой природы)», 1912).
В Розанове Куклярский видел продолжателя Леонтьева, поскольку он «сатанизирует» христианство «путём апелляции к натуральным родовым инстинктам человека».
На контртитуле последней книги Куклярского указаны подготовленные к печати его труды: «Искания и достижения (Путь к творческому всемогуществу)», «Отблески» (Сборник философских и публицистических статей), «Книга о России (Размышления)», однако об их выходе в свет, а также о судьбе архива Куклярского сведений нет.
В 2011 году А. С. Нилогов защитил кандидатскую диссертацию в Государственном университете управления по теме «Философско-культурологический анализ идейного наследия Ф. Ф. Куклярского».